# Robert of Nottingham
Robert of Nottingham († nach April 1246) war ein englischer Geistlicher und Richter. Von 1244 bis 1246 diente er als Richter am obersten Gericht für weltliche Streitfälle in England.

## Herkunft und Aufstieg zum Richter
Über Robert of Nottingham ist nur wenig bekannt. Wahrscheinlich entstammte er einer Grundbesitzerfamilie mit Besitzungen im Soar Valley an der Grenze von Nottinghamshire und Leicestershire. Im späteren 13. Jahrhundert wird dort ein Sir Henry de Nottingham erwähnt, der sicher ein Verwandter von Robert war. Robert of Nottingham wird erstmals im Frühjahr 1229 als Anwalt erwähnt. Im Frühjahr 1230 bezeugte er eine Urkunde des Richters Robert of Lexinton, wahrscheinlich diente er diesem schon ab dem Vorjahr als Schreiber. Fast fünfzehn Jahre lang diente er als Schreiber von Lexinton am Gericht in Westminster oder bei Gerichtsreisen durch zahlreiche englische Grafschaften. Nachdem Lexinton zwischen dem 12. und 17. November 1244 sein Richteramt niedergelegt hatte, stieg Nottingham zum Richter am Common Bench auf. Dabei wurde er rasch höher im Rang als die Richter John of Cobham, Gilbert of Preston und Jollan de Nevill eingestuft, die vor ihm zum Richter ernannt worden waren. Als die ranghöheren Richter Henry of Bath und Roger of Thirkleby im Sommer 1245 Gerichtsreisen leiteten, diente Nottingham sogar zeitweise als ranghöchster Richter am Common Bench. Aus unbekannten Gründen schied er aber bereits nach Ostern 1246 aus dem Richteramt aus. Er starb wahrscheinlich aber erst in den 1250er Jahren, denn noch im Herbst 1251 wandte sich der vom König ungnädig entlassene Henry of Bath an einen Anwalt namens Robert of Nottingham.

## Aufstieg als Geistlicher
Für seine Dienste als Schreiber hatte Nottingham eine Reihe von einträglichen geistlichen Pfründen erhalten. Im Oktober 1232 erhielt er von dem Grundherrn Peter de Goldington die Einkünfte der Kirche von Stoke Goldington in Buckinghamshire. Im Juni 1235 gewährte ihm der Earl of Lincoln die Einkünfte der Kirche von Almondbury in Yorkshire. Vor 1238 erhielt er von dem Ritter Bartholomew de Creake die Einkünfte der Kirche von Helmingham in Suffolk, und im August 1238 erhielt er von Croyland Abbey das Rektorat von Sutterton in Lincolnshire. Möglich ist, dass Nottingham diese Pfründen zum Dank erhielt, wenn Urteile zu Gunsten dieser Schenker gefällt wurden. Dabei war Nottingham trotz dieser und womöglich noch weiterer Pfründen bis 1238 nur zum Subdiakon geweiht worden. Vor Januar 1244 wurde er, wohl durch den Einfluss seines Dienstherrn Lexinton, Kanoniker an der Kathedrale von Salisbury, dazu erhielt er einen päpstlichen Dispens, der ihm erlaubte, mehrere geistliche Ämter zugleich innezuhaben. Nach einer 1291 durchgeführten Erfassung hätte er aus seinen Pfründen jährliche Einkünfte in Höhe von £ 150 gehabt. Wahrscheinlich hatte Nottingham diese Pfründen aber nicht alle zugleich inne. Vor 1246 verzichtete er auf das Rektorat von Sutterton und vor Oktober 1250 verzichtete er auf sein Amt als Kanoniker von Salisbury. Daneben erwarb Nottingham Grundbesitz bei Blewbury in Oxfordshire, der später im Besitz seiner Familie war.